# Modèle de crise de change de troisième génération
Les modèles de crise de change de troisième génération sont la troisième génération des modèles de crise de change. Ils permettent d'expliquer les crises de change par le canal de la crise bancaire.

## Historique
Les modèles de crise de change de deuxième génération, créés au début des années 1990, ont pour objectif de pallier les lacunes des modèles de première génération, qui ne pouvaient expliquer la survenue d'une crise de change que lorsqu'il existe une inadéquation entre la politique économique du pays et les exigences de son régime de change fixe. Les modèles de deuxième génération expliquent la survenue de la crise de change par les anticipations des agents économiques au sujet de la détermination des autorités à maintenir le taux de change fixe. Lorsque la banque centrale montre qu'elle n'est pas prête aux sacrifices nécessaires pour maintenir le taux de change fixe, une attaque spéculative a lieu et oblige la banque centrale à laisser flotter la monnaie.
Toutefois, les modèles de crise de change de deuxième génération souffre d'une lacune explicative en ce qu'ils ne s'intéressent pas aux réactions des banques et du système financier dans son ensemble. Or, c'est le canal financier et bancaire qui joue un rôle déterminant dans la crise économique asiatique. La fin des années 1990 est par conséquent marquée par des recherches visant à établir de nouveaux modèles de crise de change. Les principaux modèles sont ceux de Flood et Marion (1999), Pesenti et Tille (2000), et Krugman (2001).

## Concept
Selon le modèle de Corsetti (1998), le secteur financier joue un rôle de premier plan dans le déclenchement de ce type de crise de change. Dans ces modèles, le pays est endetté dans une monnaie étrangère, souvent à court terme. Dès lors, une dévaluation de la monnaie a pour effet d'alourdir la charge de la dette libellée en monnaie étrangère. 
Les modèles de troisième génération mettent plus généralement l'accent sur le phénomène de crises jumelles. Une crise bancaire devient une crise de change lorsque les craintes sur la solvabilité des clients de la banque incitent les agents économiques à retirer leurs capitaux de ladite banque et du pays, causant une pression à la baisse sur la valeur de la monnaie.
Ces modèles de troisième génération s'intéressent ainsi à l'illiquidité internationale. Dans le cas où les engagements extérieurs à court terme d'un pays excèdent le montant des devises dont il dispose à court terme, alors il est en danger de défaut de paiement.

## Vérification empirique
Une étude de Kaminsky et Reinhart (1999) montre que, sur 20 pays développés et en développement, 56 % des crises bancaires ayant eu lieu entre 1970 et 1995 ont été suivies par une crise de change dans les trois ans. 12 % des crises de change sont suivies d'une crise bancaire dans les mêmes délais.